# Castelspina
Castelspina är en ort och kommun i provinsen Alessandria i regionen Piemonte i Italien. Kommunen hade 420 invånare (2018).